# Kyčelní kloub
Kyčelní kloub (articulatio coxae) je spojení kosti stehenní a pánve. Jedná se o kloub párový. V lidském těle jde o druhý největší kloub, po kloubu kolenním. Kyčelní kloub umožňuje lokomoční pohyb člověka.

## Anatomie kyčle a jejího okolí

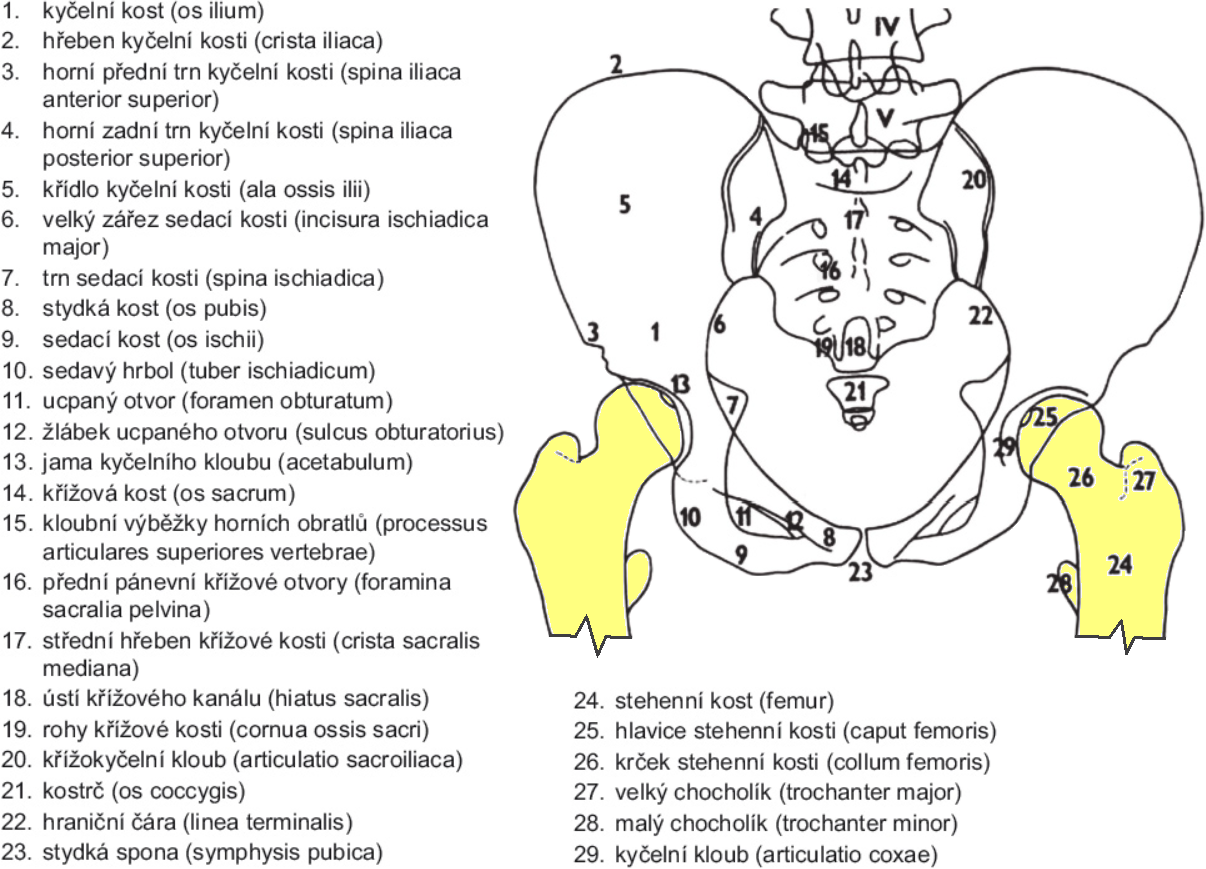
Soustava kostí kloubu kyčelního (articulatio coxae) a kloubu křížokyčelního (articulatio sacroiliaca)

Kyčelní kloub je jednoduchý synoviální kloub - jednoduchý proto, že je složen pouze ze dvou částí. Dle tvaru styčných ploch patří mezi klouby kulovité, stejně jako například kloub ramenní. Kloubní hlavici tvoří hlavice kosti stehenní (caput femoris) a kloubní jamka acetabulum kosti pánevní. Acetabulum je místem, kde se stýkají kost stydká, kyčelní a sedací, jejichž srůstem pánevní kost vznikla. Hlavice kosti stehenní je s acetabulem spojena tenkým vazem, ligamentum capitis femoris, jenž je pozůstatkem po cévě, která při vývoji přiváděla živiny do kloubní hlavice.
Hlavice stehenní kosti zapadá do jamky kyčelního kloubu a je pokryta chrupavkou, která umožňuje klouzavý pohyb v jamce. Kyčelní kloub patří díky silným vazům (lig. pubofemorale, iliofemorale a ischiofemorale) k nejpevnějším v lidském těle. Má také největší rozsah pohybu na dolní končetině.

## Pohyb kyčelního kloubu
Pohyby v kyčelním kloubu jsou: flexe, extenze, abdukce, addukce, vnitřní a vnější rotace a cirkumdukce.

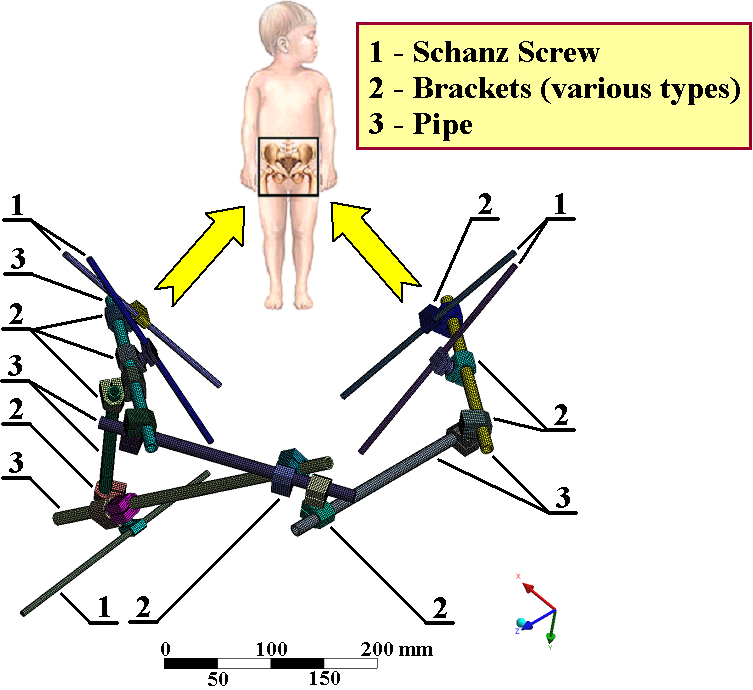
Zevní fixátor pro léčbu komplikovaných zlomenin pánve a acetabula (1 - Schanzovy šrouby se zavrtávají do kosti jako do pružného podkladu, 2 - spojky tyčí, 3 - tyče)

## Onemocnění kyčle a jejího okolí
Jako prevence degenerativních změn kyčle (koxartróz) je důležitá zejména chůze, plavání, fyziologická váha a svalová rovnováha flexorů a extenzorů kyčle (m. illiopsoas vs. gluteální svaly).
Zlomeniny v oblasti kyčelního kloubu, pánve a jejich okolí patří mezi častá a nebezpečná traumata. Léčba se provádí konzervativním způsobem nebo operativně.